# Noël Bas
Noël Bas (n. 25 decembrie 1877, Strenquels, Midi-Pyrénées, Franța – d. 3 iulie 1960, Brive-la-Gaillarde, Limousin, Franța) a fost un gimnast artistic ce a reprezentat Franța, medaliat olimpic. A participat la o ediție a Jocurilor Olimpice (1900) în care a câștigat o medalie de argint.

## Participări
Lista de mai jos prezintă principalele competiții la care a participat Noël Bas de-a lungul carierei.
- gymnastics at the 1900 Summer Olympics – men's individual all-around[*][2]